# علوم مكانية
العلوم المكانية عبارة عن نظام أكاديمي يتضمن مجالات مثل المساحة ونظام المعلومات الجغرافية وعلم وصف المياه وعلم الخرائط. وعادةً ما تهتم العلوم المكانية بقياس وإدارة وتحليل وعرض المعلومات المكانية التي تصف الأرض وخصائصها المادية والبيئة التي بُنيت منها.

استُخدم مصطلح العلم المكاني لأول مرة في أستراليا.
تتضمن الجامعات الأسترالية التي تمنح درجات في العلوم المكانية كلاً من جامعة كوينزلاند للتكنولوجيا, وجامعة كورتون  وجامعة تسمانيا وجامعة ملبورن.
تمنح جامعة تكساس آي آند إم درجة الليسانس في العلوم المكانية وتُعد موطنًا لمعامل العلوم المكانية الخاصة بها. وفي بداية عام 2012، بدأت جامعة جنوب كاليفورنيا في زيادة التركيز على فرع العلوم المكانية في قسم الجغرافيا بالجامعة، بجانب مناهج الجغرافيا البشرية والمادية التقليدية كما أنه لم يتم التركيز عليها بصورة منتظمة أو التخلص منها بشكل تدريجي. وبدلاً من ذلك, توفر الجامعة الآن لطلابها برامج وثيقة الصلة بالعلوم المكانية ويوفر قسمه الجغرافيها فيها العلوم المكانية كتخصص فرعي وليس تخصصًا رئيسيًا في الجغرافيا.
يتم تقديم ممارسي العلوم المكانية داخل منطقة آسيا والمحيط الهادئ بواسطة هيئة متخصصة تُسمى معهد المساحة والعلوم المكانية (SSSI).

## وصلات خارجية
- Surveying and Spatial Sciences Institute (SSSI)
- International Cartographic Association (ICA) the world body for mapping and GIScience professionals